# Formia
Formia (in der Antike Formiae) ist eine italienische Hafenstadt und ein Seebad in der Provinz Latina in der Region Latium mit 36.883 Einwohnern (Stand 31. Dezember 2023). Sie liegt 134 km südöstlich von Rom, 84 km nordwestlich von Neapel und 74 km südöstlich von Latina.

## Geographie
Formia liegt am Golf von Gaeta, am Tyrrhenischen Meer. 6 km südlich von Gaeta, an der alten Römerstraße Via Appia zwischen Fondi und Minturno. Das Gemeindegebiet hat im Norden Anteil am Naturpark der Monti Aurunci. Formia ist Mitglied der Comunità Montana dei Monti Aurunci.
Die Stadtteile Castellonorato, Gianola, Maranola, Penitro und Trivio liegen teilweise schon in den Monti Aurunci.
Die Nachbargemeinden sind Esperia (FR), Gaeta, Itri, Minturno, Spigno Saturnia.

## Geschichte
Formiae gehörte seit 338 v. Chr. zur römischen Republik, zunächst als civitas sine suffragio (ohne Stimmrecht). 188 v. Chr. wurden seine Einwohner römische Vollbürger. In der Kaiserzeit wurde es unter Hadrian zur Kolonie als Colonia Aelia Hadriana Augusta. 859 wurde Formiae von den Sarazenen zerstört. Die Einwohner zogen sich in zwei Hügelsiedlungen zurück, die 1863 unter dem Namen Formia vereinigt wurden.
Das an der Via Appia gelegene Formiae war ein beliebter Ort für die Villen reicher Römer. In der späten Republik hielt Marcus Tullius Cicero sich wiederholt auf seinem Formianum auf, in dessen Nähe er während der Proskriptionen 43 v. Chr. ermordet wurde. Weitere Villenbesitzer dort waren Gnaeus Pompeius Magnus und Manius Aemilius Lepidus.
Die Reste mehrerer solcher Villen sind in der Nähe von Formia zu sehen. Entlang der Via Appia gibt es einige monumentale Grabbauten, von denen der größte willkürlich den Namen Tomba di Cicerone („Grab des Cicero“) erhalten hat.

## Politik
Silvana Tizzano wurde am 26. Januar 2021 zur neuen Bürgermeisterin gewählt.

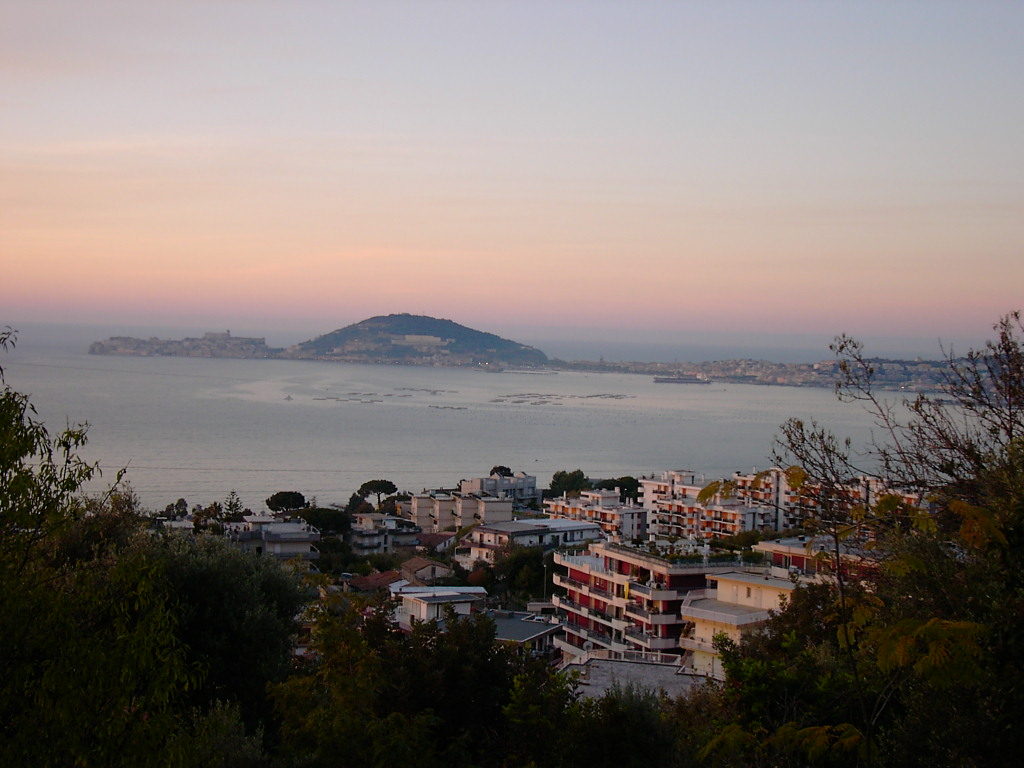
Blick über Formia und den Golf auf Gaeta

## Wirtschaft und Verkehr
Formia wird seit der Antike von der Via Appia, heute Strada Statale 7, erschlossen. Von dieser zweigt die SS 82 della Valle del Liri ab, die Formia mit Avezzano und der Autostrada del Sole A1, Ausfahrt Ceprano verbindet.
Mit dem Bahnhof Formia ist der Ort an die Bahnstrecke Roma–Formia–Napoli angebunden. Der Bahnhof gehörte zu den 103 Bahnhöfen, die wegen ihrer Bedeutung zwischen 2001 und 2018 von einer eigenen Tochter der Ferrovie dello Stato (FS), der Centostazioni S. p. A., verwaltet und erhalten wurden. Diese Gesellschaft wurde 2018 in den FS-Betriebsteil Rete Ferroviaria Italiana (RFI) eingegliedert.
Die wichtigsten Wirtschaftsfaktoren sind Tourismus und Fischerei.

## Partnerstädte
- Fleury-les-Aubrais
- Gračanica (Doboj)
- Haninge

## Persönlichkeiten
- Amadeo Bordiga (1889–1970), Gründer der Kommunistischen Partei Italiens (KPI)
- Erasmus von Antiochia (um 240–303), Bischof und Märtyrer
- Marcus Tullius Cicero (106 v. Chr.–43 v. Chr.), Politiker, Anwalt, Schriftsteller und Philosoph
- Vittorio Foa (1910–2008), italienischer Politiker
- Antonio Sicurezza (1905–1979), italienischer Maler

## Söhne und Töchter der Stadt
- Dino Fava (* 1977), italienischer Fußballspieler
- Salvatore Gionta (1930–2025), Wasserballspieler
- Luigi Purificato (* 1940; † 2014 in Kornwestheim), Träger des Bundesverdienstkreuzes für Integrationsarbeit in der Stadt Kornwestheim (Baden-Württemberg).